# Michael Valvo
Michael Valvo (Albany (Nova York), 19 d'abril de 1942 – Chanhassen (Minnesota), 18 de setembre de 2004, fou un informàtic i jugador d'escacs estatunidenc, que ostentà el títol de Mestre Internacional des de 1980.

## Biografia i resultats destacats en competició
Cap a 1962, era un dels millors jugadors de blitz dels Estats Units. Va guanyar el Campionat Intercol·legial dels EUA el 1963.
Graduat a la Universitat de Colúmbia, en Valvo fou membre de l'equip estatunidenc que va competir a l'11a Olimpíada d'Estudiants a Cracòvia, Polònia, el 1964. Entre els seus companys d'equip hi havia William Lombardy, Raymond Weinstein, Charles Kalme, i Bernard Zuckerman, un equip que acabà en quarta posició, rere l'URSS, Txecoslovàquia i Hongria.
Cap a 1976, Valvo estava essencialment retirat dels escacs de competició, i el seu ràting ja no sortia a les llistes d'Elo de l'USCF, fins que en Bill Goichberg i en Jose Cuchi l'invitaren a tornar a jugar participant en un torneig, on ho feu bé, i assolí un Elo de 2440. Però el professor Arpad Elo va rebutjar de donar aquest ràting a Valvo, de qui no havia sentit parlar abans, i per això sospitava que el torneig havia estat manipulat. El problema va ser debatut al Congrés de la FIDE de 1978 a Buenos Aires, i la FIDE va votar de donar l'Elo de 2440 a Valvo. Aquest, ràpidament va demostrar que realment tenia aquella força de joc, i va guanyar el títol de Mestre Internacional.
En Valvo mai no va participar en el campionat dels Estats Units, sinó que es va centrar en els escacs per ordinador, que van esdevenir la seva activitat principal. Valvo fou l'organitzador, moderador, comentarista, i realitzà diverses altres activitats en cadascun dels Campionats del món per ordinadors que se celebraren des del començament dels 1980 fins a la seva mort. També va jugar un matx a dues partides per correu contra  Deep Thought, i les va guanyar les dues.
Mike Valvo va morir d'un atac de cor. El seu amic durant molts anys, col·lega, i informàtic teòric Ken Thompson en va escriure un elogi fúnebre al número de desembre de 2004 de la publicació International Computer Games Association.